# HMS Vindex (D15)
«Віндекс» (англ. HMS Vindex (D15)) — британський ескортний авіаносець типу «Наірана» часів Другої світової війни. Другий корабель у ВМС Великої Британії з такою назвою.

## Історія створення
Авіаносець «Віндекс» був закладений як рефрижераторне судно на верфі Swan Hunter 1 липня 1942 року, реквізований Адміралтейством та перебудований на ескортний авіаносець. Спущений на воду 4 травня 1943 року, вступив у стрій 3 грудня 1943 року.

## Історія служби

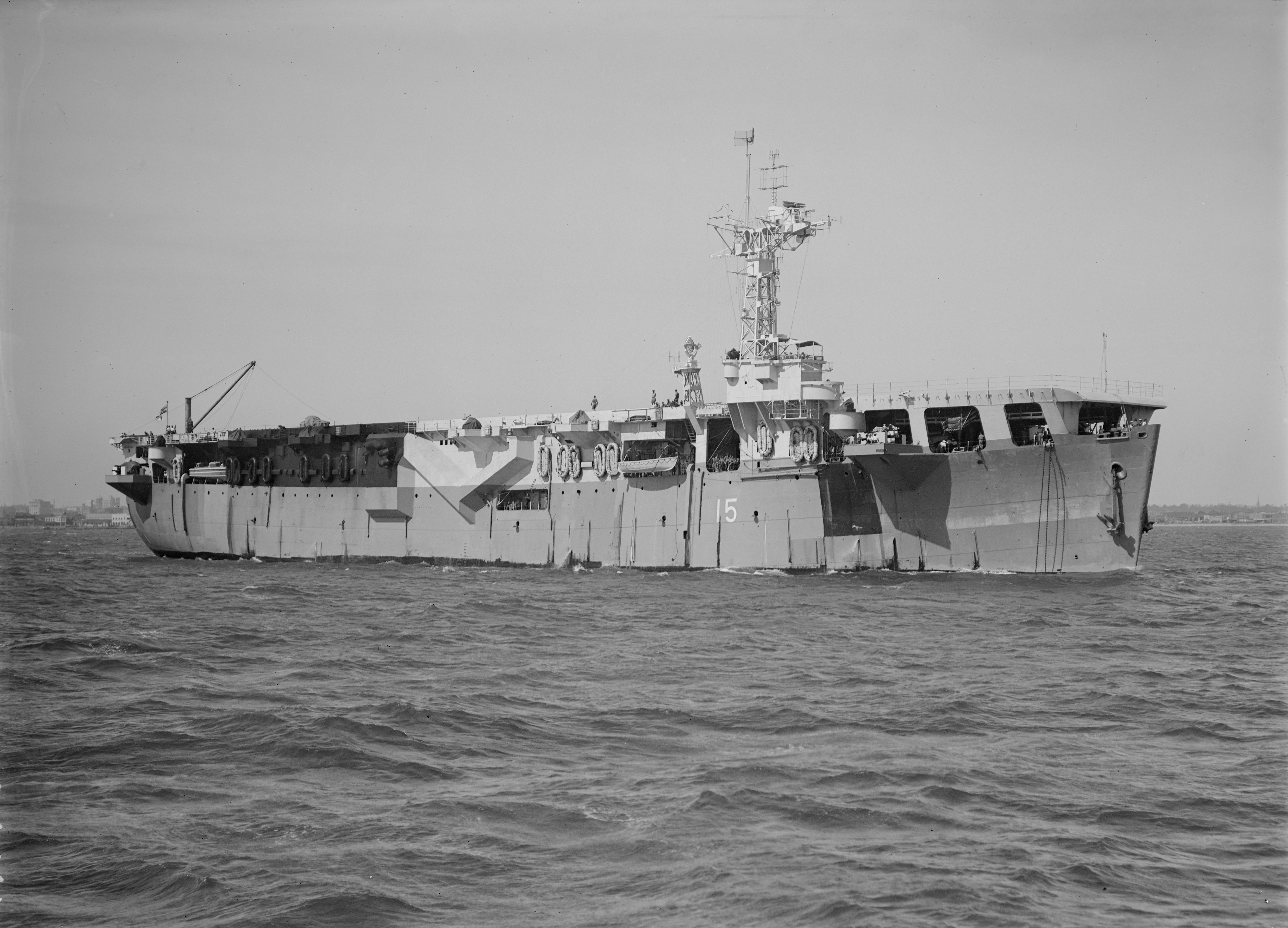
«Віндекс» у грудні 1945 року

Після вступу у стрій авіаносець «Віндекс» здійснив у березні 1944 року супровід 2 гібралтарських конвоїв. З березня по серпень 1944 року здійснював протичовновий пошук в Північній Атлантиці. У серпні 1944 року був включений до складу Флоту Метрополії.
15 лютого 1944 року його літаки пошкодили німецькі підводні човни U-653, а 6 травня 1944 року - підводний човен U-765, які згодом були потоплені кораблями супроводу.
Наприкінці 1944 - на початку 1945 року авіаносець залучався до супроводу арктичних конвоїв - JW 59A/RA 59A (8.1944),  JW 61/RA 61 (10-11.1944), JW 63/RA 63 (01.1945), JW 64/RA 64 (02.1945) та JW 66/RA 66 (04.1945).
24 серпня 1944 року його літаки пошкодили підводний човен U-344, а 25 серпня - підводний човен U-394, які згодом були потоплені кораблями супроводу.
Після закінчення війни в Європі авіаносець використовувався для перевезення літаків на Далекий схід.
У 1946 році корабель вивели в резерв. У 1947 році він був проданий компанії «Port Line», перебудований у торгове судно, яке назвали «Port Vindex», та використовувався до 1971 року, після чого проданий на злам.